# Jonathan Hivernat
Jonathan Hivernat, né le 21 janvier 1991 à Figeac, est un joueur français de rugby-fauteuil et de Rugby à XIII en fauteuil roulant. Il est le capitaine de l'équipe de France qui participe aux Jeux paralympiques de Paris 2024,.

## Biographie
Jonathan Hivernat est né le 21 janvier 1991 à Figeac.
Ancien joueur de tennis, Jonathan Hivernat est atteint de la maladie de Charcot-Marie-Tooth, il perd progressivement l’usage de ses jambes et découvre le rugby-fauteuil dans un centre de rééducation à Toulouse. En 2016 il participe pour la première fois aux Jeux paralympiques de Rio.
En octobre 2024, alors jouant pour les Dragons Handi Rugby XIII, il est convoqué par l'Équipe de France de rugby à XIII en fauteuil roulant pour un match contre l'Angleterre.

## Palmarès

### Championnat d'Europe
- Champion en 2023 à Cardiff
- Champion en 2022 à Paris
- Troisième en 2019 à Vejle
- Troisième en 2017 (en) à Coblence

### Championnat de France
- Championnat de France de rugby à XIII en fauteuil roulant :
  - Vainqueur (1[note 1]) : 2025 avec les Dragons Handi Rugby XIII[6]